# Eugen Dieterich
Gustav Heinrich Wilhelm Eugen Dieterich (* 6. Oktober 1840 in Waltershausen (Unterfranken); † 15. April 1904 in Helfenberg bei Dresden) war ein Chemiker und Pionier der deutschen pharmazeutischen Industrie sowie königlich-sächsischer Geheimer Hofrat.

## Leben und Wirken
Der Sohn des Waltershausener Gemeindepfarrers Johann Carl Dieterich erlernte den Beruf eines Apothekers und studierte danach Chemie bei Justus von Liebig in München. Da Dieterich die finanziellen Mittel fehlten, seine Studien fortzuführen, nahm er eine leitende Stellung bei der Münchener Mineralfabrik an, der später eine Tätigkeit in einer böhmischen Paraffinfabrik folgte, wo ihm die Idee entstand, pharmazeutische Artikel fabrikmäßig herzustellen.
1869 erhielt er den Auftrag, die ehemalige Papiermühle Helfenberg bei Dresden in eine Fabrik zur Erzeugung von chemisch-pharmazeutischen Artikeln umzuwandeln. Er kaufte 1872 gemeinsam mit Eduard Schnorr von Carolsfeld die bankrotte Chemische Fabrik Helfenberg auf, deren Alleininhaber er 1890 nach dem Ausscheiden seines Geschäftspartners wurde. Im Jahr 1898 übergab er die Geschäftsleitung an seine Söhne Hans (1867–1916) und Karl Dieterich (1869–1920), die das Unternehmen noch im gleichen Jahr in eine Aktiengesellschaft umwandelten und für eine Million Mark an die Börse brachten.
Eugen Dieterich war seit 1866 Herausgeber der Helfenberger Annalen, in denen er sein analytisches Material, seine Präparatentwicklungen oder deren Herstellungsverfahren zur Diskussion stellte. Er überzeugte in seinen Veröffentlichungen nicht nur mit seiner Fachkompetenz als Chemiker, sondern auch mit seinen anschaulichen Darstellungen sowie seiner Sprachgewalt als Fachjournalist.

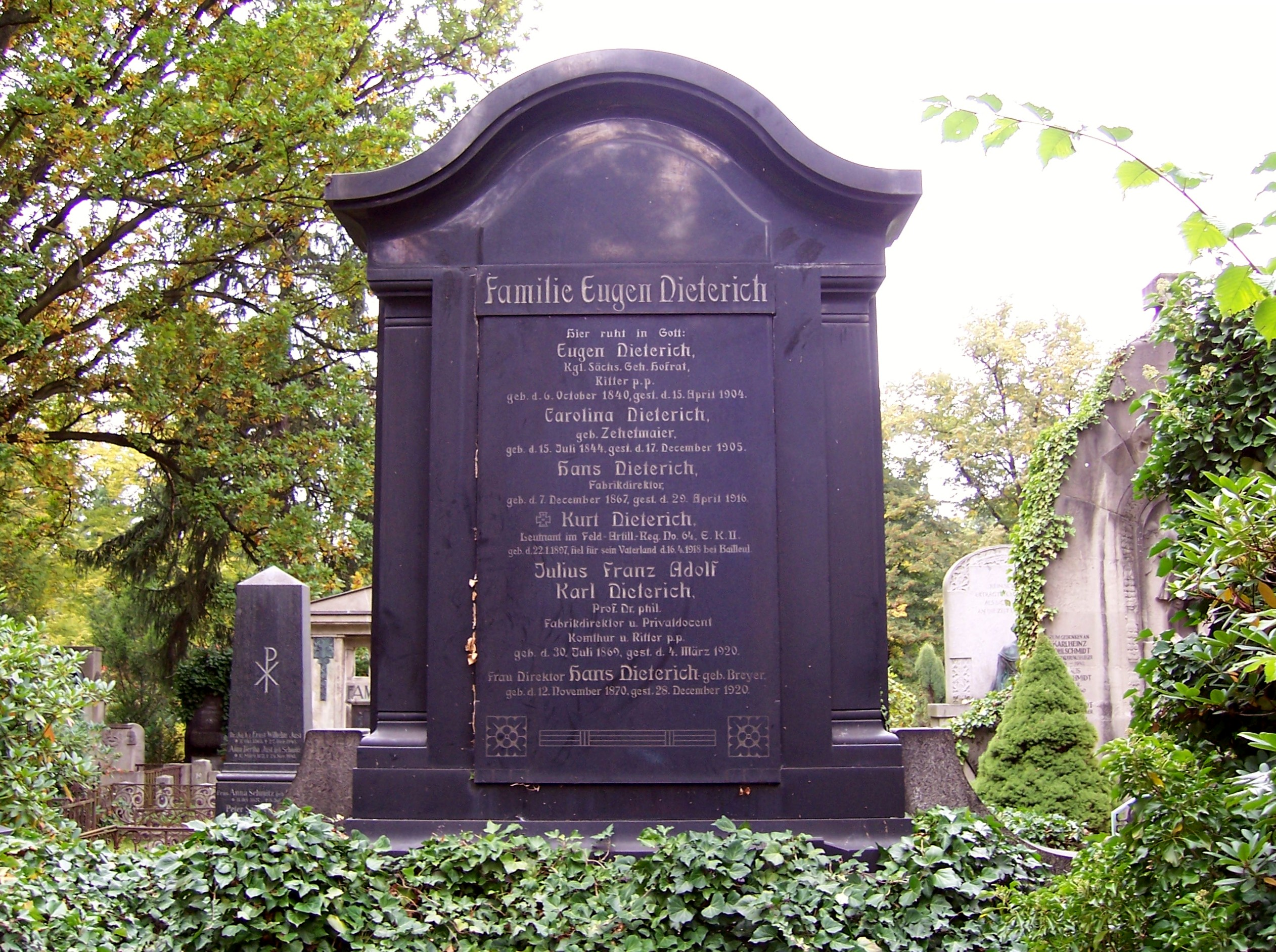
Grab Eugen Dieterichs

Des Weiteren erwarb sich Dieterich auf Fachkongressen einen guten Ruf als Wissenschaftler. Er zählte zu den herausragenden Unternehmern in Sachsen. Die Chemische Fabrik Helfenberg besaß um 1870 nur eine Dampfmaschine und beschäftigte einige Hilfsarbeiter. Dreißig Jahre später wurden zwei große Laboratorien und über 140 Maschinen betrieben, das Unternehmen besaß elektrisches Licht, einen Telegraphen- und einen Telefonanschluss. Außerdem beschäftigte Dieterich 28 Fabrikbeamte, darunter drei Chemiker, und etwa 200 Arbeiter und Arbeiterinnen.
Unter Dieterich vollzog der Laborbetrieb eine Wandlung. Der Industriepionier konstruierte und verbesserte ungefähr ein Dutzend Maschinen und Apparaturen. Er entwickelte außerdem über vierzig fertige Präparate, Herstellungsverfahren, Verpackungen und Anwendungen in Form von Tinkturen, Extrakten, Pulvern oder Pillen und leitete deren kommerzielle Vermarktung ein. Allerdings führte dies zu heftigen Kontroversen mit Apothekern, die die industrielle Konkurrenz Dieterichs fürchteten.
Eugen Dieterichs Erzeugnisse wurden auf Industrieausstellungen in Dresden (1875), Philadelphia (1876), Brüssel (1883) und Wien (1888) ausgezeichnet. Er war Ehrenbürger der Gemeinde Waltershausen und Gründer der Pfarrer Dieterichischen Wohltätigkeitsstiftung. Im Jahr 1892 wurde er mit der Carola-Medaille und 1893 mit dem Ritterkreuz 1. Klasse des Albrechtsordens gewürdigt. In den 1990er Jahren wurde ihm zu Ehren eine Straße im Dresdner Stadtteil Helfenberg benannt.
Das Grab Eugen Dieterichs befindet sich auf dem Dresdner Johannisfriedhof.

## Werke
- Das Geheimmittelwesen der Gegenwart. In: Die Gartenlaube. Heft 26, 1867, S. 416 (Volltext [Wikisource]).
- Neues pharmaceutisches Manual. Springer, Berlin, 1887, 1892, 1895, 1897, 1909, 1913, 1919, 1920 der Universitäts- und Landesbibliothek Düsseldorf
  - Nachtrag. von 1896.

Über seine Betriebserfahrungen berichtete er in den von ihm 1886 gegründeten Helfenberger Annalen.